# Nycticorax duboisi
Nycticorax duboisi е изчезнал вид птица от семейство Чаплови (Ardeidae).

## Разпространение
Видът е разпространен в Реюнион.